# Манди, Райтсон
Райтсон Манди (англ. Wrightson Mundy) — высший шериф Дербишира в 1737 году и MP Лестершира в 1747.
Райтсон женился на Анне, дочери Роберта Бурдетта и сестре сэра Роберта Бурдетта, от которой у него был сын и четыре дочери. Их наследником стал Фрэнсис Ноэль Кларк Манди.

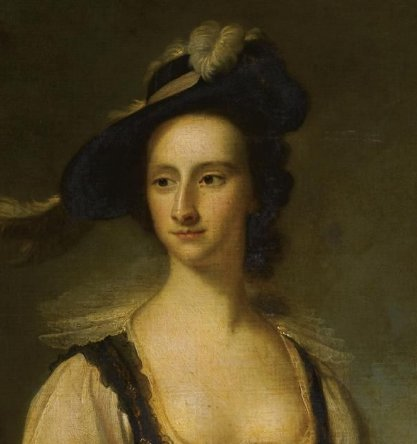
Миллисент Манди

Одна из дочерей Манди вышла замуж за Роберта, 7го графа Феррерс, а Миллисент вышла замуж за французского капитана и была изображена на портрете Джозефа Райта.
В Музее и художественной галерее Дерби хранится портрет Райтсона, написанный неизвестным художником.